# Acianthera mexiae
Acianthera mexiae är en orkidéart som först beskrevs av Carlyle August Luer, och fick sitt nu gällande namn av Alec M. Pridgeon och Mark W. Chase. Acianthera mexiae ingår i släktet Acianthera och familjen orkidéer. Inga underarter finns listade i Catalogue of Life.